# Roland TR-808

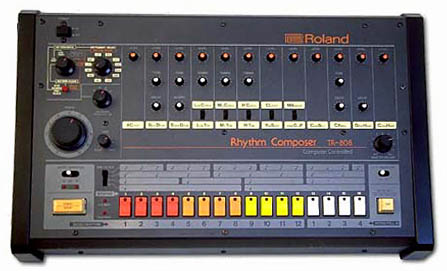
Roland TR-808

Roland TR-808 Rhythm Composer – jeden z wczesnych programowalnych automatów perkusyjnych. 
Skrót „TR” (ang. Transistor Rhythm) w dosłownym tłumaczeniu oznacza „rytm tranzystorowy”. Wprowadzony na rynek we wczesnych latach 80, pierwotnie stosowany jako narzędzie dla muzyków w studiach do tworzenia demówek. Jak wcześniejsze automaty perkusyjne Rolanda, TR-808 nie brzmiał jak prawdziwa perkusja i mimo iż ukazał się później niż Linn LM-1 (pierwszy automat perkusyjny obsługujący cyfrowe próbki), zyskał większą popularność (między innymi dzięki swojej przystępnej cenie, ok. 1000 $).

## Popularność
Urządzenie to było wykorzystywane w muzyce lat 80. XX wieku, szczególnie w italo disco, hip-hopie, house, electro i techno.

## Emulacja
TR-808 i Roland TR-909 doczekały się wielu klonów, niektóre z nich to:
- Novation DrumStation,
- Propellerhead Software ReBirth RB-338,
- Jomox XBase 09 i AirBase 99,
- Nepheton – wtyczka VST polskiej firmy D16 group,
- MB-808 – kopia instrumentu do własnoręcznego wykonania z zaawansowanym sekwencerem, który powstał w ramach projektu MIDIbox, również na zasadzie Zrób to sam.